# Jennifer Hillier
Pour les articles homonymes, voir Hillier.
Jennifer Hillier, née à Toronto, est une femme de lettres canadienne, auteure de thriller psychologique.

## Biographie
En 2011, elle publie son premier roman, Creep, premier volume d'une série Serial Killer Files dans laquelle elle met en scène Sheila Tao, professeure de psychologie à l'université de Puget Sound.
Dans une critique de Freak, son style d'écriture est comparé par The Globe and Mail à celui des « grands auteurs de romans noirs des années 1950 » comme Cornell Woolrich ou Jim Thompson.

## Œuvre

### Romans

#### SérieSerial Killer Files
- Creep (2011)
- Freak (2012)
- The Butcher (2014)

#### Autres romans
- Wonderland (2015)
  - Wonderland, Hugo & Cie, coll. « thriller » (2016)  (ISBN 978-2-7556-2816-6)
- Jar of Hearts (2018)
- Little Secrets (2020)
- Things We Do in the Dark (2022)

## Prix et distinctions

### Prix
- Prix Thriller 2019 du meilleur roman pour Jar of Hearts[2]

### Nominations
- Prix Anthony 2019 du meilleur roman pour Jar of Hearts[3]
- Prix Macavity 2019 du meilleur roman pour Jar of Hearts[4]
- Prix Anthony 2021 du meilleur roman pour Little Secrets[3]
- Prix Thriller 2023 du meilleur roman pour Things We Do in the Dark[2]